# Суньоль, Хосеп
Хосеп (Жозеп) Суньоль и Гаррига (кат. Josep Sunyol i Garriga; 21 июля 1898, Барселона, Испания — 6 августа 1936, горный массив Гвадаррама) — испанский политик, президент футбольного клуба «Барселона» и «Реал Аутомовиль Клуб де Каталония» (RACC), руководитель Каталонской федерации футбола.

## Политическая деятельность
Суньоль происходил из зажиточной семьи каталонских политических активистов. Он был членом левоцентристского движения Каталонское действие (Acció Catalana). Совмещая спортивное руководство с политикой, Хосеп Суньоль являлся представителем Левой республиканской партии Каталонии (Esquerra Republicana de Catalunya) в кортесах в течение трёх законодательных собраний Второй Республики (1931, 1933, 1936 гг.).
В 1930 году выступил основателем левой газеты La Rambla, выступившую против режима Примо де Риверы. На её страницах стремился связать понятия спорта и гражданства в целях совершенствования общества своего времени, предлагал свои экономические реформы в социальной и политической области, направленные на защиту и уважение достоинства каждого человека.

## Годы президентства ФК «Барселона»
Прямое сотрудничество с ФК «Барселона» началось в 1925 году, когда испанские власти закрыли клуб из-за стихийной демонстрации, направленной против диктатуры Примо де Риверы. В результате санкций со стороны властей Жоан Гампер, занимавший пост в этот период, вынужден был покинуть свою должность, после чего Хосеп Суньоль решил присоединиться к клубу. После многочисленных дебатов было решено, что в 1934 году Анна Мария Мартинес-Саги по приказу Суньоля станет первой женщиной, вошедшей в руководство ФК «Барселона».
В июле 1934 года влиятельные чиновники из руководства «Барселоны» предложили ему пост президента клуба, но на это предложение был получен отказ. На тот момент клуб успешно возглавлял Эстеве Сала, и поэтому сам Суньоль высказался в его поддержку. Но в скором времени вновь встал вопрос о президентстве в связи с болезнью Эстеве Салы. В этот раз Суньоль согласился возглавить клуб и 17 июля 1935 был избран президентом ФК «Барселона». При этом в 1933 году он также был избран президентом RACC, который возглавлял до ноября 1934 года.

## Убийство
В первые дни гражданской войны в Испании 6 августа 1936 года Хосеп Суньоль вместе с журналистом Вентура Виргили и офицером-республиканцем осуществляли визит на фронт в горы Сьерра-де-Гвадаррама и попали в зону, контролируемую франкистами, когда их шофёр ошибся дорогой. После чего кортеж Хосепа Суньоля был расстрелян без суда и следствия.
Тело было эксгумировано лишь в 1990-х гг. после того как организация Друзья Хосепа Суньоля (Els Amics de Josep Sunyol) развернула кампанию, приуроченную к 60-й годовщине его смерти.

## Память
Как дань уважения активной и продуктивной деятельности Хосепа Суньоля, его имя носит официальная ячейка (penya) ФК «Барселона» в Палафольс (Каталония).

## Ссылка
- Биография (исп.)
- Хосеп Саньоль (1935—1936)